# Белосарайский залив
Белосарайский залив (разг.) — залив Азовского моря на территории Донецкой и Запорожской областей (Украина).

## География
Залив расположен между косами Бердянская и Белосарайская, образовывая участок северного побережья Азовского моря на территории Донецкой и Запорожской областей. Северная часть залива именуется бухта Таранья.
Средняя глубина 4-6 м, максимальная — 8 м. Северная часть залива мелководная — до 5 м. Большая часть (от села Новопетровка до села Юрьевка) береговой линии обрывистая с пляжами высотой 20-35 м (достигая на одном участке у села Куликовское 40 м), южная (Бердянск) и северная (Ялта) части пологие, которые уже являются началом кос соответственно Бердянской и Белосарайской. Именно с началом кос меняется ландшафт берега: появляются водно-болотные угодья в устьях рек Берда и Мокрая Белосарайка, множество озёр, отделенных перешейками от залива Азовского моря. Именно здесь заболоченные участки рек сменяются солончаковыми и песчаными среди групп озёр.
С севера на юг, впадают такие реки: Мокрая Белосарайка, Камышеватка, Зелёная, балка Гонджуго, балка Покосная, Берда.
На побережье расположен ряд населённых пунктов (с северо-востока на юго-запад): Мангушкий район — Ялта, Юрьевка, Урзуф, Бабах-Тарама; Бердянский район — Куликовское, Новопетровка; Бердянский горсовет — Бердянск.

## Природа
Акватория и береговая линия залива в его южной оконечности занята Приазовским национальным природным парком (зона регулируемой рекреации, хозяйственная зона; в 2010 году включивший памятники природы Ближние Макорты и Дальние Макорты площадью по 5 га), береговая линия залива в его северной оконечности — национальный природный парк Меотида (в 2009 году включивший памятник природы Сосновые культуры площадью 5 га и заказник Белосарайская коса площадью 956 га), северная часть акватории (что примыкает к Белосарайской косе) входит в водно-болотные угодья международного значения Белосарайская коса и Белосарайский залив с площадью (вместе с косой) 2000 га.